# ASTER

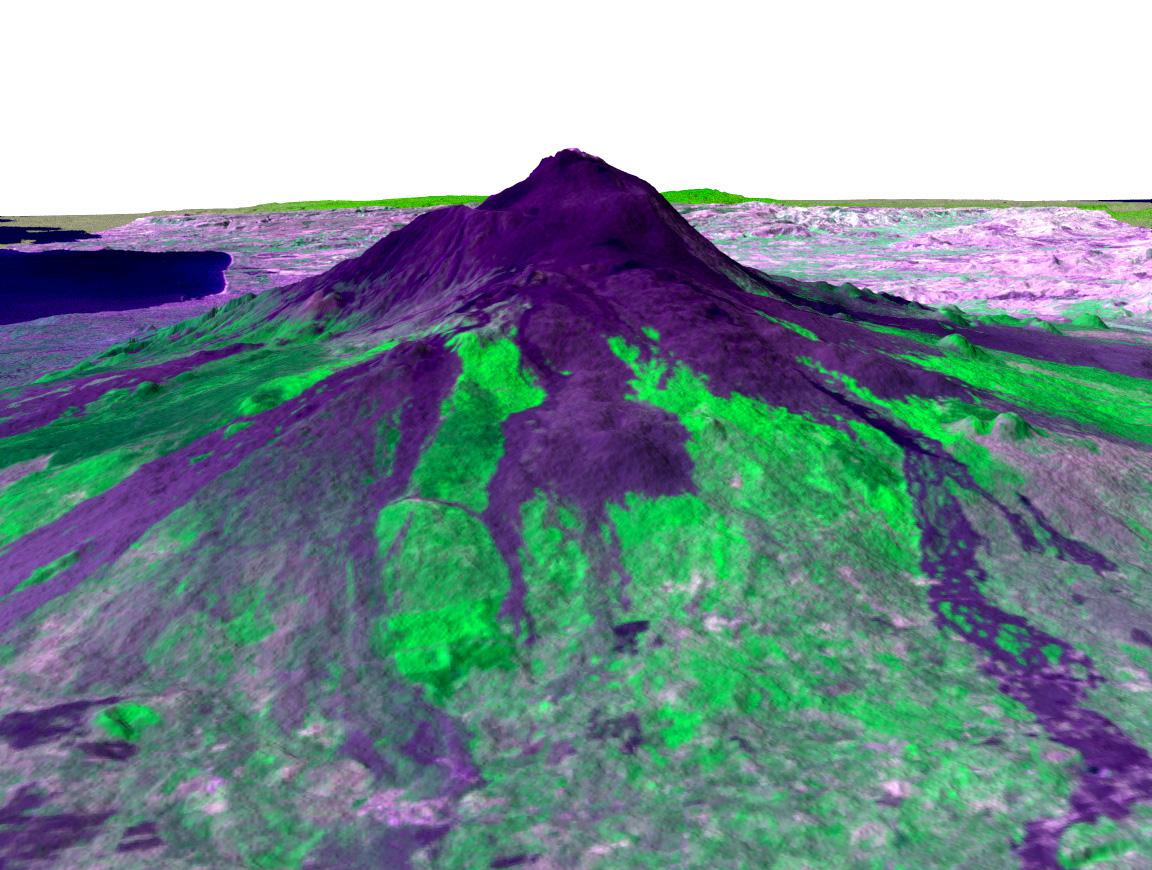
SRTM-basiertes 3D-Modell des Ätna mit ASTER-basierter Falschfarben-Oberflächendarstellung (Kanalkombination 2-3-1)

ASTER (Advanced Spaceborne Thermal Emission and Reflection Radiometer) ist eines der fünf wissenschaftlichen Instrumente an Bord des am 18. Dezember 1999 von der NASA gestarteten Erdbeobachtungssatelliten Terra. Das in Japan gebaute und vom japanischen Ministerium für Wirtschaft, Handel und Industrie mitbetriebene Instrument umrundet mit Terra ca. alle 100 Minuten die Erde in einem nahpolaren, sonnensynchronen Orbit (Äquatorüberquerung jeweils um 10:30 Uhr und 22:30 Uhr Ortszeit) in einer Höhe von 705 km.
Das 406 Kilogramm schwere Multispektralinstrument ASTER nahm bis 2008 mit seinen drei Subsystemen auf 15 separaten Kanälen hochauflösende Bilder in jeweils verschiedenen Bereichen des elektromagnetischen Spektrums auf, vom sichtbaren Licht bis ins kurzwellige mittlere („thermische“) Infrarot. Die Bodenauflösung beträgt 15 bis 90 Meter pro Bildpunkt. Aus den aufgenommenen Daten können unter anderem Oberflächentemperatur, Reflektivität und Emissivität sowie ein Digitales Höhenmodell des jeweils aufgenommenen Teils der Erdoberfläche abgeleitet werden. Da eines der Subsysteme 2008 ausfiel, liefern heute nur noch 9 Kanäle brauchbare Daten.

## Subsysteme und Kanalbelegung
Das Instrument ASTER besteht aus drei Subsystemen. Dies sind
- das Aufnahmesystem für sichtbares Licht und den Nahinfrarotbereich (visible and near-infrared, VNIR)
- das Aufnahmesystem für kurzwellige Infrarotstrahlung (short wave infrared, SWIR) und
- das Aufnahmesystem für längerwellige („thermische“) Infrarotstrahlung (thermal infrared, TIR).

„Thermische“ Infrarotstrahlung umfasst jenen Spektralbereich der von Menschen gemeinhin als (unsichtbare) „Wärmestrahlung“ wahrgenommen wird.
Das VNIR-Instrument verfügt über zwei Optiken, eine „Nadir-Optik“, die üblicherweise Aufnahmen lotrecht zur Erdoberfläche macht und eine „Backward-Optik“, die um 27,7° zum Heck des Satelliten hin ausgerichtet ist. Beide Optiken können für Aufnahmen der Erdoberfläche, die sich nicht direkt unterhalb der Flugbahn des Satelliten befindet (engl. cross-track pointing), zusammen um jeweils 24° nach links und rechts geschwenkt werden. Während die Nadir-Optik sowohl Bilder im Bereich des sichtbaren Lichts als auch im Nahinfrarotbereich aufnimmt (Kanäle 1, 2 und 3N), werden mittels der Backward-Optik nur Nahinfrarotaufnahmen (Kanal 3B) gemacht. Die um ca. 1 Minute zeitversetzt aufgenommenen Bilder der beiden 3er Kanäle ergeben ein Stereobildpaar, das zur Berechnung eines digitalen Höhenmodells (engl. digital elevation model, DEM) herangezogen werden kann.
Statt der für Echtfarbaufnahmen nötigen drei Kanäle für sichtbares Licht (Rot, Grün und Blau) verfügt das VNIR-Subsystem von ASTER nur über zwei solcher Kanäle, einen für  den Rot- und einen für den Grünbereich. Daher handelt es sich bei ASTER-Aufnahmen stets um Falschfarbenbilder.
Das SWIR-Subsystem wurde nach einem Defekt der Kühlung, der ab 2007 Auswirkungen auf die Aufnahmen auf den Kanälen 5 bis 9 zeitigte, nach erfolglosen Reparaturbemühungen im Januar 2009 von der NASA offiziell für unbrauchbar erklärt. Nichtsdestoweniger übertraf schon die achtjährige Lebensdauer des SWIR-Subsystems die ursprünglich für das gesamte ASTER-Instrument auf fünf Jahre angesetzten Erwartungen.
Die einzelnen Kanäle sind wie folgt belegt:
| Subsystem | Kanal (Band) | Spektralbereich [µm] | Bodenauflösung | „Farbtiefe“ |
| --------- | ------------ | -------------------- | -------------- | ----------- |
| VNIR      | 1            | 0,52 – 0,60          | 15 m           | 8 bit       |
| VNIR      | 2            | 0,63 – 0,69          | 15 m           | 8 bit       |
| VNIR      | 3N           | 0,78 – 0,86          | 15 m           | 8 bit       |
| VNIR      | 3B           | 0,78 – 0,86          | 15 m           | 8 bit       |
| SWIR      | 4            | 1,60 – 1,70          | 30 m           | 8 bit       |
| SWIR      | 5            | 2,145 – 2,185        | 30 m           | 8 bit       |
| SWIR      | 6            | 2,185 – 2,225        | 30 m           | 8 bit       |
| SWIR      | 7            | 2,235 – 2,285        | 30 m           | 8 bit       |
| SWIR      | 8            | 2,295 – 2,365        | 30 m           | 8 bit       |
| SWIR      | 9            | 2,360 – 2,430        | 30 m           | 8 bit       |
| TIR       | 10           | 8,125 – 8,475        | 90 m           | 12 bit      |
| TIR       | 11           | 8,475 – 8,825        | 90 m           | 12 bit      |
| TIR       | 12           | 8,925 – 9,275        | 90 m           | 12 bit      |
| TIR       | 13           | 10,25 – 10,95        | 90 m           | 12 bit      |
| TIR       | 14           | 10,95 – 11,65        | 90 m           | 12 bit      |

## Datenzugang

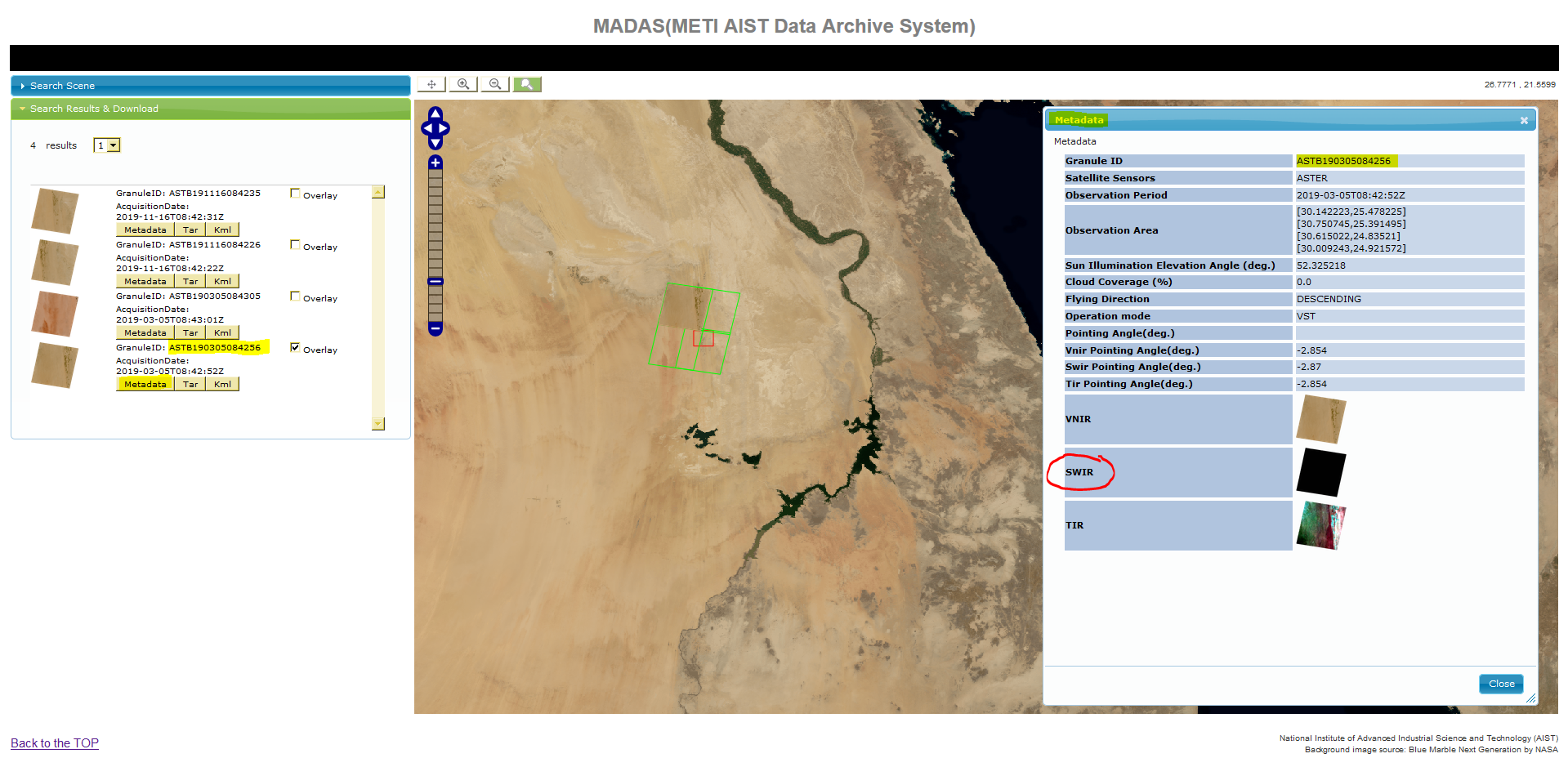
Screenshot der MADAS-Website mit Kartenfenster für die Bilddatensatzsuche (Mitte) und Metadaten zu einem einzelnen ASTER-Bilddatensatz (rechts)

Während die ASTER-Daten anfangs nur zu Forschungs- und Lehrzwecken kostenfrei abgegeben wurden, sind sie seit April 2016 für die Allgemeinheit verfügbar. Vor dem Download auf einer der einschlägigen Online-Plattformen (z. B. NASA EarthData, USGS EarthExplorer oder dem japanischen MADAS-Portal) kann lediglich eine kostenlose Registrierung nötig sein. Auf den Portalen werden verschiedene, mehr oder weniger aufbereitete Datenpakete vorgehalten.
So umfasst das Paket unter der Bezeichnung ASTER global digital elevation model (kurz ASTER GDEM oder ASTGTM), das seit August 2019 in der Version 003 vorliegt, Raster-Höhendatensätze aus allen Regionen zwischen 83° nördlicher und 83° südlicher Breite mit einer Bodenauflösung von einer Bogensekunde (30 m) in Form von 1×1°-Kacheln im GeoTIFF-Format. Zwar sind SRTM-Daten ebenfalls Open Data und damit für beliebige Zwecke frei nutzbar, liegen aber wegen des seinerzeit weniger steilen Winkels der Umlaufbahn des Shuttles zur Äquatorebene nur aus dem Bereich zwischen den beiden 60. Breitengraden vor.